# タイ・トゥイバサ
タイ・トゥイバサ（Tai Tuivasa、1993年3月16日 - ）は、オーストラリアの男性総合格闘家。ニューサウスウェールズ州シドニー出身。タイガームエタイ & MMA/アメリカン・キックボクシング・アカデミー/TK MMA & フィットネス所属。UFC世界ヘビー級ランキング10位。元Australian FCヘビー級王者。タイ・ツイバサとも表記される。

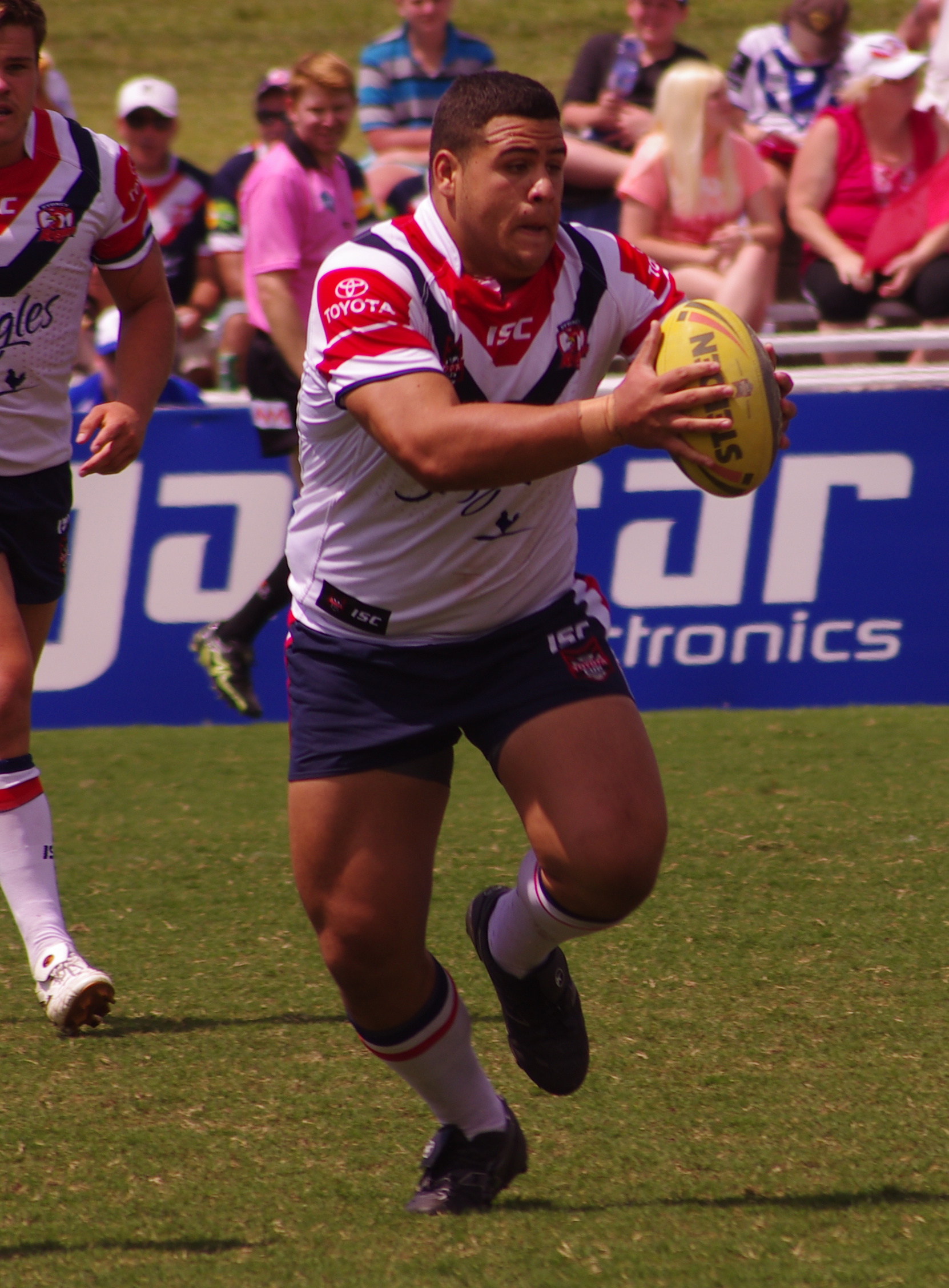
ラグビー選手時代（2012年）

## 来歴
サモア人の父とウィラジュリ（オーストラリア先住民）の母から生まれた。ナショナルラグビーリーグのシドニー・ルースターズに所属していたが、自身のギャンブル依存症が原因で引退している。格闘技は17歳から始め、2012年に総合格闘技デビュー。
2016年6月18日、Australian FCヘビー級タイトルマッチでブランドン・ソソリと対戦し、肘打ちで開始21秒のKO勝ち。王座獲得に成功した。
2016年10月15日、Australian FCヘビー級タイトルマッチでジェームス・マクスウィーニーと対戦し、1R終了時にコーナーストップでTKO勝ちを収め王座の初防衛に成功した。

### UFC
2017年11月19日、UFC初参戦となったUFC Fight Night: Werdum vs. Tyburaでラシャド・コールターと対戦。右ローキックでダウンを奪い、直後に左飛び膝蹴りで1RKO勝ち。パフォーマンス・オブ・ザ・ナイトを受賞した。
2018年6月9日、UFC 225でヘビー級ランキング9位の元UFC世界ヘビー級王者アンドレイ・アルロフスキーと対戦し、3-0の判定勝ち。
2018年12月2日、UFC Fight Night: dos Santos vs. Tuivasaでヘビー級ランキング7位の元UFC世界ヘビー級王者ジュニオール・ドス・サントスと対戦。右ローキックを効かせるものの、カウンターの右フックでダウンを奪われパウンドで2RTKO負け。キャリア初黒星を喫した。
2019年6月8日、UFC 238でヘビー級ランキング13位のブラゴイ・イワノフと対戦し、0-3の判定負け。
2021年7月10日、UFC 264でグレッグ・ハーディと対戦。右ストレートを貰いぐらつくものの、直後にカウンターの左フックでダウンを奪いパウンドで1RKO勝ち。パフォーマンス・オブ・ザ・ナイトを受賞した。
2021年12月11日、UFC 269でヘビー級ランキング11位のアウグスト・サカイと対戦し、右フックで2RKO勝ち。パフォーマンス・オブ・ザ・ナイトを受賞した。
2022年2月12日、UFC 271でヘビー級ランキング3位のデリック・ルイスと対戦し、右肘打ちで2RKO勝ち。3試合連続のパフォーマンス・オブ・ザ・ナイトを受賞し、5連勝を飾った。
2022年9月3日、UFC Fight Night: Gane vs. Tuivasaでヘビー級ランキング1位のシリル・ガーヌと対戦。2Rに右フックでダウンを奪うも、スタンドの攻防で終始劣勢に立たされ、3Rにカウンターの右ストレートでぐらつき追撃の左フックでKO負け。ファイト・オブ・ザ・ナイトを受賞した。
2022年12月3日、UFC on ESPN: Thompson vs. Hollandでヘビー級ランキング5位のセルゲイ・パブロビッチと対戦し、右アッパーでダウンを奪われパウンドで1RKO負け。
2023年9月10日、UFC 293でヘビー級ランキング7位のアレキサンダー・ヴォルコフと対戦し、エゼキエルチョークで2R一本負け。
2024年3月16日、UFC Fight Night: Tuivasa vs. Tyburaでヘビー級ランキング10位のマルチン・ティブラと対戦し、リアネイキドチョークで1R一本負け。
2024年8月18日、UFC 305でヘビー級ランキング12位のジャルジーニョ・ホーゼンストライクと対戦し、1-2の判定負け。5連敗となった。なお、ホーゼンストライクの完勝とも言える試合内容であったため、30-27でトゥイバサの勝利と採点したジャッジのハウィー・ブースに批判が集まり、ブースは同大会コーメインのカイ・カラ＝フランス対スティーブ・エルセグのジャッジも務める予定であったが、この採点を受けて即座に別のジャッジに変更された。

## 人物・エピソード
- 試合後には靴の中に酒を注いで飲むオーストラリアの祝福の儀式「シューイ」（Shoey）を行っており、姓とシューイを掛けて「シューイバサ」（Shoeyvasa）の異名を持つ[17][18]。
- 同じく総合格闘家でUFCに参戦しているタイソン・ペドロの実妹と結婚しており、息子が誕生している[19]。また、ペドロとプロラグビー選手のアンドリュー・フィフィタと共にポッドキャスト「ザ・ハーフキャスト・ポッドキャスト」の共同ホストを務めている。

## 戦績
| 総合格闘技 戦績 | 総合格闘技 戦績 | 総合格闘技 戦績 | 総合格闘技 戦績 | 総合格闘技 戦績 | 総合格闘技 戦績 | 総合格闘技 戦績 |
| --------------- | --------------- | --------------- | --------------- | --------------- | --------------- | --------------- |
| 22 試合         | (T)KO           | 一本            | 判定            | その他          | 引き分け        | 無効試合        |
| 14 勝           | 13              | 0               | 1               | 0               | 0               | 0               |
| 8 敗            | 3               | 3               | 2               | 0               | 0               | 0               |

| 勝敗 | 対戦相手                           | 試合結果                          | 大会名                                                                      | 開催年月日     |
| ×    | ジャルジーニョ・ホーゼンストライク | 5分3R終了 判定1-2                 | UFC 305: du Pressis vs. Adesanya                                            | 2024年8月18日  |
| ×    | マルチン・ティブラ                 | 1R 4:08 リアネイキドチョーク      | UFC Fight Night: Tuivasa vs. Tybura                                         | 2024年3月16日  |
| ×    | アレキサンダー・ヴォルコフ         | 2R 4:37 エゼキエルチョーク        | UFC 293: Adesanya vs. Strickland                                            | 2023年9月10日  |
| ×    | セルゲイ・パブロビッチ             | 1R 0:54 KO（右アッパー→パウンド） | UFC on ESPN 42: Thompson vs. Holland                                        | 2022年12月3日  |
| ×    | シリル・ガーヌ                     | 3R 4:23 KO（左フック→パウンド）   | UFC Fight Night: Gane vs. Tuivasa                                           | 2022年9月3日   |
| ○    | デリック・ルイス                   | 2R 1:40 KO（右肘打ち）            | UFC 271: Adesanya vs. Whittaker 2                                           | 2022年2月12日  |
| ○    | アウグスト・サカイ                 | 2R 0:26 KO（右フック）            | UFC 269: Oliveira vs. Poirier                                               | 2021年12月11日 |
| ○    | グレッグ・ハーディ                 | 1R 1:07 KO（左フック→パウンド）   | UFC 264: Poirier vs. McGregor 3                                             | 2021年7月10日  |
| ○    | ハリー・ハンサッカー               | 1R 0:49 TKO（右フック→パウンド）  | UFC on ESPN 21: Brunson vs. Holland                                         | 2021年3月20日  |
| ○    | ステファン・ストルーフェ           | 1R 4:59 KO（右アッパー）          | UFC 254: Khabib vs. Gaethje                                                 | 2020年10月24日 |
| ×    | セルゲイ・スピバック               | 2R 3:14 肩固め                    | UFC 243: Whittaker vs. Adesanya                                             | 2019年10月6日  |
| ×    | ブラゴイ・イワノフ                 | 5分3R終了 判定0-3                 | UFC 238: Cejudo vs. Moraes                                                  | 2019年6月8日   |
| ×    | ジュニオール・ドス・サントス       | 2R 2:30 TKO（パウンド）           | UFC Fight Night: dos Santos vs. Tuivasa                                     | 2018年12月2日  |
| ○    | アンドレイ・アルロフスキー         | 5分3R終了 判定3-0                 | UFC 225: Whittaker vs. Romero 2                                             | 2018年6月9日   |
| ○    | シリル・アスカー                   | 1R 2:18 TKO（肘打ち連打）         | UFC 221: Romero vs. Rockhold                                                | 2018年2月11日  |
| ○    | ラシャド・コールター               | 1R 4:35 KO（左飛び膝蹴り）        | UFC Fight Night: Werdum vs. Tybura                                          | 2017年11月19日 |
| ○    | ジェームス・マクスウィーニー       | 1R終了時 TKO（コーナーストップ）  | Australian FC 17 【AustralianFCヘビー級タイトルマッチ】                     | 2016年10月15日 |
| ○    | ブランドン・ソソリ                 | 1R 0:21 KO（肘打ち）              | Australian FC 16: Sosoli vs. Tuivasa 【AustralianFCヘビー級タイトルマッチ】 | 2016年6月18日  |
| ○    | グル・ポハトゥ                     | 1R 0:44 TKO（パンチ連打）         | Urban Fight Night 5                                                         | 2015年12月12日 |
| ○    | エリック・ノーサ                   | 1R 0:28 TKO（パンチ連打）         | Gladiators Cage Fighting: Gladiators 3                                      | 2012年11月9日  |
| ○    | アーロン・ニエボラク               | 1R TKO（パンチ連打）              | Gladiators Cage Fighting: Gladiators 2                                      | 2012年8月31日  |
| ○    | サイモン・オズボーン               | 1R TKO（パンチ連打）              | Elite Cage Championships 2                                                  | 2012年7月6日   |

## 獲得タイトル
- 第3代Australian FCヘビー級王座（2016年）

## 表彰
- UFC パフォーマンス・オブ・ザ・ナイト（4回）
- UFC ファイト・オブ・ザ・ナイト（1回）